# Campeonato Mundial de Esqui Alpino de 1932
O Campeonato Mundial de Esqui Alpino de 1932 foi realizado em Cortina na Itália, de 4 a 6 de Fevereiro de 1932.

## Sumário medalhas

### Masculino
| Evento    | Ouro              | Prata       | Bronze            |
| --------- | ----------------- | ----------- | ----------------- |
| Downhill  | Gustav Lantschner | David Zogg  | Otto Furrer       |
| Slalom    | Friedl Däuber     | Otto Furrer | Hans Hauser       |
| Combinado | Otto Furrer       | Hans Hauser | Gustav Lantschner |

### Feminino
| Evento    | Ouro            | Prata                  | Bronze          |
| --------- | --------------- | ---------------------- | --------------- |
| Downhill  | Paula Wiesinger | Inge Wersin-Lantschner | Hady Lantschner |
| Slalom    | Rösli Streiff   | Durell Sale-Barker     | Doreen Elliot   |
| Combinado | Rösli Streiff   | Inge Wersin-Lantschner | Hady Lantschner |

## Ranking por medalhas
Legenda
| Ordem | País              | Medalha de ouro | Medalha de prata | Medalha de bronze | Total |
| ----- | ----------------- | --------------- | ---------------- | ----------------- | ----- |
| 1     | Suíça             | 3               | 2                | 2                 | 7     |
| 2     | Áustria           | 1               | 3                | 3                 | 7     |
| 3     | Reino da Sardenha | 1               | 0                | 0                 | 1     |
| 4     | Alemanha          | 1               | 0                | 0                 | 1     |
| 5     | Reino Unido       | 0               | 1                | 1                 | 2     |
|       | Total             | 6               | 6                | 6                 | 18    |